# 顺天时报
《顺天时报》（1901年—1930年）是在中國顺天府（北平）地区创刊发行的一份报纸，日商投资。
1905年由日本駐華公使館創辦，在中國多個重要城市派有記者和通訊員。中华民国初年，该报在北平富有影响力。大總統袁世凯打算稱帝时，他的大儿子袁克定为当上太子，曾特製《顺天时报》以假充真，上面刊载拥护恢复帝制的文章，每天提供给袁世凯阅读，竭力促使袁世凯下决心洪憲稱帝。
由於是日本人創辦，立場支持親日軍閥﹐曾遭到多地抵制。1930年3月26日停刊。 